# Патрік Деведжян
Патрік Деведжян (фр. Patrick Devedjian, вірм. Պատրիկ Դևեջյան; 26 серпня 1944, Фонтенбло — 28 березня 2020, Антоні) — французький політичний діяч вірменського походження. Президент генеральної ради О-де-Сен з 2007 до 2020 року.

## Життєпис
Будучи студентом Паризького університету, входив до складу ультраправого руху «Occident». Брав участь у заснуванні партії RPR 1976 року. 1983 року обраний мером міста Антоні (в департаменті О-де-Сен), переобраний в 1989, 1995 та 2001 роках). 1986 року обраний членом французького парламенту (переобраний чотири рази — 1988, 1993, 1997 і 2002). 2002 року призначений на посаду міністра з питань місцевого самоврядування, в 2004 — 2005 роках — міністр промисловості Франції. Був найближчим помічником Ніколя Саркозі, підтримав його кандидатуру на пост президента Франції, після його обрання призначений виконавчим генеральним секретарем керівної партії UMP.
Був тісно пов'язаний із вірменською громадою, активний борець за права представників вірменської діаспори та визнання геноциду вірмен.
Помер у ніч з 28 на 29 березня 2020 року у віці 75 років, захворівши під час епідемії на коронавірус.